# Doroschny (Kaliningrad)
Doroschny (russisch Дорожный, deutsch Sandlauken, Kreis Königsberg) ist ein Ort in der russischen Oblast Kaliningrad. Er gehört zur kommunalen Selbstverwaltungseinheit Stadtkreis Gurjewsk im Rajon Gurjewsk.

## Geographische Lage
Doroschny liegt zehn Kilometer nördlich der Stadt Kaliningrad (Königsberg) westlich der Bahnstrecke Kaliningrad–Selenogradsk–Pionerski (Königsberg–Cranz–Neukuhren) und ist von Orlowka Nesselbeck an der Regionalstraße 27A-001 (ex A191) über eine Stichstraße zu erreichen. Die nächste Bahnstation ist der Haltepunkt (russisch: ostanowotschny punkt) „O.p. 7 km“ (bis 1945 Nesselbeck).

## Geschichte
Vor 1945 bestand der damals Sandlauken genannte Ort lediglich aus einem großen Hof. Im Jahre 1874 kam die kleine Ortschaft zum Amtsbezirk Trutenau (russisch: Medwedewka), der zum Landkreis Königsberg (Preußen), von 1939 bis 1945 zum Landkreis Samland im Regierungsbezirk Königsberg der preußischen Provinz Ostpreußen gehörte.
Am 29. September 1891 wurde Sandlauken in den Gutsbezirk Trutenau eingegliedert und kam am 18. März 1922 als westlich der Bahnstrecke Königsberg–Cranz gelegener Ortsteil Trutenaus nunmehr zur Landgemeinde Neuhof (russisch: Timofejewka, heute nicht mehr existent).
1945 kam Sandlauken mit dem nördlichen Ostpreußen zur Sowjetunion. Der Ort erhielt im Jahr 1950 die russische Bezeichnung Doroschny und wurde gleichzeitig dem Dorfsowjet Matrossowski selski Sowet im Rajon Gurjewsk zugeordnet. Später gelangte der Ort in den Kutusowski selski Sowet. Von 2008 bis 2013 gehörte Doroschny zur Landgemeinde Kutusowskoje selskoje posselenije und seither zum Stadtkreis Gurjewsk.

## Kirche
Vor 1945 war die Bevölkerung Sandlaukens überwiegend evangelischer Konfession und gehörte zum Kirchspiel der Pfarrkirche in Quednau (heute russisch: Sewernaja Gora, zur Stadt Kaliningrad gehörend) im Kirchenkreis Königsberg-Land II in der Kirchenprovinz Ostpreußen der Kirche der Altpreußischen Union.
Heute liegt Doroschny im Einzugsbereich der in den 1990er Jahren neu errichteten evangelisch-lutherischen Auferstehungskirche in Kaliningrad (Königsberg), der Hauptkirche der Propstei Kaliningrad der Evangelisch-lutherischen Kirche Europäisches Russland (ELKER).